# Heinz Brendel
Pour les articles homonymes, voir Brendel.
Heinz Brendel, né le 16 janvier 1915 et mort le 1er décembre 1989 à Francfort, est un pilote automobile allemand.
Soutenu par son père qui était lui aussi un pilote, Heinz Brendel commence à courir à seulement dix-sept ans. En 1935, il prend part à sa première course majeure : l'Eifelrennen et termine second de la classe des voitures de sport de 1,1 litre. Il remporte plusieurs victoires dans des courses locales au volant d'une Fiat de 1,1 litre. Il est invité par Daimler-Benz AG) participer à une séance d'essais sur le Nürburgring, mais il a un accident avec la W25 dont il ressort avec des blessures mineures tandis que la monoplace part en flammes.
En 1937, Alfred Neubauer le sélectionne par participer à des tests à Monza à l'issue desquels il signe comme pilote de réserve pour l'écurie. Il pilote la W125 pendant les essais du Grand Prix d'Allemagne 1937. Au Grand Prix d'Allemagne 1939 où il est le quatrième pilote, il signe le cinquième temps des essais, mais, en course, alors que son écurie l'arrête et lui demande de relayer Hermann Lang, il insiste pour continuer à piloter et a un accident. Au moment où il téléphone pour qu'on envoie quelqu'un le chercher, Neubauer répond qu'il peut commencer à marcher. C'est là, sa seule véritable course. Quelques jours plus tard, au cours d'essais sur le Ring, le réservoir d'essence prend feu à Döttinger Höhe. Brendel a juste le temps de diriger sa monoplace vers les buissons et de sauter hors du véhicule en mouvement. Il se réveille le lendemain à l'hôpital. Après cela, il est nommé pilote de réserve pour le Grand Prix de Suisse, la dernière "Grande Épreuve" avant la Seconde Guerre mondiale.
De retour en temps de paix, il se remet à piloter sur Glöckler Nr.1 en 1952 (victoires Sport à Essen et à l'AVUS), puis sur des Porsche de 1,1 litre en 1953.